# ان-متیل‌سروتونین
اِن-متیل‌سروتونین (انگلیسی: N-Methylserotonin) یک آلکالوئید تریپتامین و مشتق شیمیایی سروتونین است که در آن یک گروه متیل در آلکیل آمین جای دارد.
این ماده در گیاهان، حیوانات و قارچ‌ها یافت شده‌است که از آن میان می‌توان به کوهوش سیاه، فلفل ژاپنی، قورباغه شکم سبز-طلایی و قارچ‌های سمی آمانیتا اشاره کرد.
اِن-متیل‌سروتونین به گیرنده ۷ سروتونین و گیرندهٔ 5-HT1A متصل شده و خواص آگونیستی از خود نشان می‌دهد. این ماده همچنین می‌تواند در نقش بازدارنده بازجذب سروتونین ظاهر شود.